# چاه اسلام آباد
چاه اسلام آباد روستایی در دهستان پسکوه بخش سده شهرستان قائنات استان خراسان جنوبی ایران است. بر پایه سرشماری عمومی نفوس و مسکن در سال ۱۳۹۰ جمعیت این روستا ۸۶ نفر (در ۲۶ خانوار) بوده‌است.